# Beautiful Strange
Beautiful Strange è un video del 1999 del cantante e musicista statunitense Prince
in collaborazione con Mel B delle Spice Girls. Suonato al Cafe de Paris nightclub di Londra, il 28 agosto 1998, durante il "Jam of the Year Tour" di Prince.

## Tracce
1. Push It Up – 2:29
2. Jam Of The Year – 2:43
3. Talkin Aloud And Sayin' Nothing – 3:10
4. Sweet Thing – 7:03
5. Baby I Love U – 5:08
6. Don't Talk 2 Strangers – 4:23
7. Free – 4:37
8. Come On (feat. Doug E. Fresh) – 10:40
9. Mad – 6:44